# 에디 아커프
에디 아커프(Eddie Acuff, 1903년 6월 3일 ~ 1956년 12월 17일)는 미국의 배우, 연극 배우이다.

## 영화
- 천국의 사도 조단 2 (1947년)
- 플라잉 서펀트 (1946년)
- 웨이크 업 앤 드림 (1946년)
- 쓰리 리틀 걸스 인 블루 (1946년)
- 허 럭키 나이트 (1945년)
- 다이아몬드 호슈즈 (1945년)
- 기차 위의 여인 (1945년)
- 블레임 오브 바바리 코스트 (1945년)
- 샌 안토니오 (1945년)
- 인 더 민타임, 다링 (1944년)
- 썸딩 포 더 보이즈 (1944년)
- 헤이, 루키 (1944년)
- 포 질스 인 어 지프 (1944년)
- 캐롤리나 블루스 (1944년)
- 벨 오브 더 유콘 (1944년)
- 캔트 헬프 싱잉 (1944년)
- 아이리쉬 아이스 알 스마일링 (1944년)
- 내일 일어날 일 (1944년)
- 옛날 옛적 (1944년)
- 허스 투 홀드 (1943년)
- 과달카날 다이어리 (1943년)
- 트루 투 더 아미 (1942년)
- 싱 유어 워리스 어웨이 (1942년)
- 프라이벗 벅카루 (1942년)
- 인 디스 아워 라이프 (1942년)
- 성조기의 행진 (1942년)
- 그레이트 아메리칸 브로드캐스트 (1941년)
- 그린 호넷 2 (1941년)
- 하이 시에라 (1941년)
- 캐슬 온 더 허드슨 (1940년)
- 이츠 어 데이트 (1940년)
- 그들은 밤에 달린다 (1940년)
- 뱅크 딕 (1940년)
- 포효하는 20년대 (1939년)
- 네 명의 딸들 (1938년)
- 데이 원트 포겟 (1937년) - 프레드 역
- 워킹 데드 (1936년)
- 아이 파운드 스텔라 패리시 (1935년)
- 쉽메이트 포에버 (1935년)
- 스윗 애더라인 (1934년)